# Are You That Somebody?
”Are You That Somebody?” är en R&B-låt framförd av den amerikanska sångerskan Aaliyah, komponerad av Static Major och Timbaland som även är gästartist. Spåret skapades som filmmusik till den amerikanska komedifilmen Dr. Dolittle.
I låten sjunger framföraren om hur hon är hemligt förälskad. ”Are You That Somebody?” känns igen på Timbalands så kallade ”tripple beats” och på en jollrande bebis som samplas i refrängen. Ljudet av bebisen kommer ursprungligen från Prince' hitlåt ”Delirious från 1982 och D. Trains discoklassiker ”You're The One For Me”, också från 1982.  Aaliyahs låt skickades till amerikanska radiostationer den 29 september 1998. Singeln blev en av årets största R&B-hits med förstaplaceringar på USA:s Billboard-listor Hot R&B/Hip-Hop Songs, Hot R&B/Hip-Hop Airplay och Rhytmic Airplay Chart. Midtempo låten klättrade även till en 21:a plats på Billboard Hot 100, vilket gjorde den till Aaliyahs största hit vid tidpunkten.
Aaliyah mottog en Grammy Award-nominering med utmärkelsen ”Best Female R&B Vocal Performance” för singeln. ”Are You That Somebody?” har sedan dess rankats på flera listor över de bästa låtarna från 90-talet. Varför spåret ofta omnämns som en ”Aaliyah klassiker”.

## Bakgrund

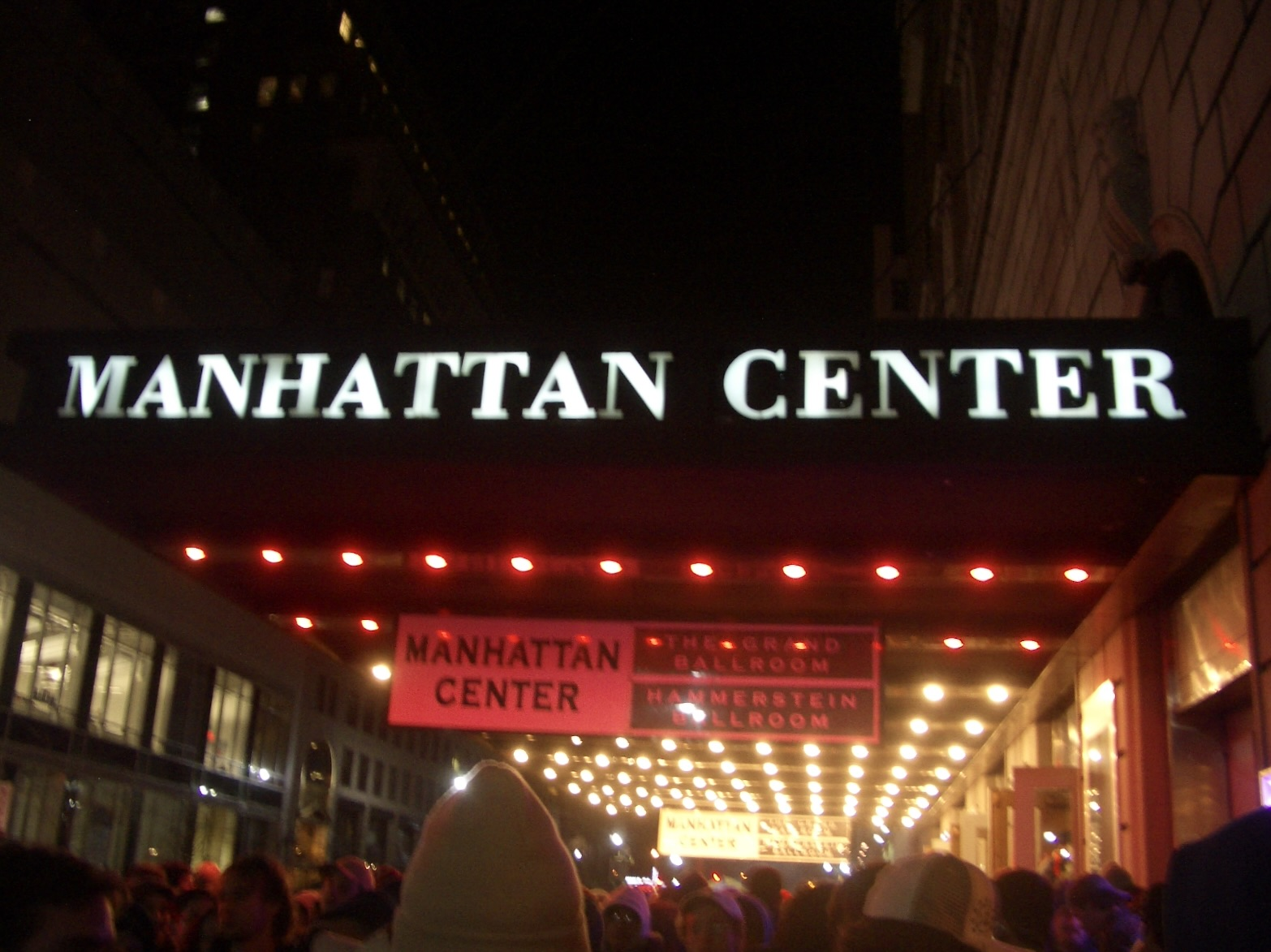
Manhattan Center där "Are You That Somebody?" spelades in.

”Are You That Somebody?” skrevs av Static Major som också sjöng demoversionen av låten. Spåret blev en av Timbalands första låtar med ”tripple beats” något som gjorde honom till en musikproducent flera steg före sina konkurrenter. Aaliyah blev involverad i låten då hennes skivbolag, Blackground Records, hade en roll i skapandet av filmmusiken till den amerikanska komedifilmen Dr. Dolittle. Sångerskan ville gärna bidra till filmen på grund av sin kärlek till Eddie Murphys skådespeleri. Inspelningen för spåret ägde rum vid Manhattan Center, i New York. Vid en tillbakablick några år efter singelreleasen avslöjade Aaliyah sin förvåning över låtens prestation. ”Den där låten chockade mig verkligen. När jag spelade in den kände jag att den var en hit. Jag älskade den, men jag trodde aldrig att den skulle åstadkomma vad den gjorde. Den blev det största i min karriär vid tidpunkten.”
I ”Are You That Somebody?” sjunger framföraren om hur hon är hemligt förälskad. Aaliyah som i hela sitt liv var extremt blyg, tyckte särskilt mycket om låten eftersom den fick en speciell betydelse för henne. ”Den beskriver en person som är fängslad och tillbakahämnad av sin egen blyghet som gör att hon inte vågar uppfylla sina önskningar.” 

## Musikvideo
Musikvideon för ”Are You That Somebody?” regisserades av Mark Gerard och innehöll koreografi från Fatima Robinson. Filmningen av musikvideon blev försenad på grund av ett regnoväder. ”Första kvällen började det regna och dansrutinerna skulle utföras på en stor betongplatta som blev väldigt hal av vattnet så vi kunde inte börja förrän flera timmar senare.”, förklarade Aaliyah inför en intervju med HBO:s ”The Making of Romeo Must Die”. Sångerskan uppskattade Robinsons koreografi eftersom den var precis vad hon önskat sig- ”mycket rörelser”. I dansen förekommer flera olika nummer som exempelvis en flamenco-rutin. ”Den tog verkligen videon till en helt ny nivå.”, kommenterade Aaliyah. I en intervju med 106 & Park år 2001 förklarade Aaliyah att låten förmodligen var den som innehöll den svåraste dansen i hennes karriär. En annan anledning till att Aaliyah ville spela in låten var att hon skulle få hålla i en levande hök i videon.
"Fågelns namn var Raquelle. En tränare var med mig hela tiden och lärde mig hur jag skulle hålla henne. Jag var tvungen att hålla mat i handen så att hon skulle flyga till mig och tillbaka till Timbaland. Vi gjorde kanske tre eller fyra tagningar när jag skulle filma med henne. Hon var väldigt tung men det var en fantastisk upplevelse. Det var verkligen jätte coolt men läskigt! I början sa tränaren åt mig att 'inte titta höken direkt i ögonen för då kommer hon att hugga ut dina ögon'. Så jag var tvungen att vara väldigt försiktig med vad jag tittade på! Men det var, som sagt, en otrolig upplevelse som jag aldrig kommer att glömma."

Videons första sekvenser visar en grupp män på motorcyklar som färdas efter slingriga vägar i ett dunkelt landskap på väg mot en grotta där Aaliyah och flera kvinnor befinner sig. En kvinnlig spanare med kikare får syn på motorcyklarna och springer iväg för att rapportera. När Timbaland och sitt gäng anländer till grottmynningen spärrar en holografisk metalldörr ingången. Männen upptäcker att förseglingen är ett hologram och kör igenom den. När Aaliyahs första verser börjar håller hon i en hök medan de andra kvinnorna börjar dansa. Det finns scener där bara kvinnor dansar, scener där bara män dansar, scener där de dansar tillsammans och sekvenser som visar Aaliyah framföra danskoreografi själv. 
Videon blev den tredje mest sedda hos MTV år 1998. Filmningen ägde rum i en riktig grotta i Griffith Park, Los Angeles, Kalifornien.

## Medias mottagande
Musikrecensenter hyllade ”Are You That Somebody?”. Den svenska programledaren i P3 Soul, Mats Nileskär, förklarade låtens sound i ett radioprogram över ett decennium senare; ”Tillsammans skapade Timbaland och Aaliyah en melodiös och på samma gång mollstämd soul. Aaliyahs ljusa, svävande sång flyter tillsammans i en dunkelt landskap och till ett nytt avigt tempo.” Alan Light vid Spin Magazine klargjorde låten som en av ”1990-talets tjugo bästa låtar”, och fortsatte att lyfta fram spåret som ”1998:s bästa låt”. ”Den är en sån låt som man hajar till när man hör på radion och undrar 'vad i hela friden är det här!?'.”, fortsatte han att förklara i sin recension.
Rolling Stone beskrev ”Are You That Somebody?” som ”en av 1990-talets mest enastående moment”. På 9-årsdagen av Aaliyahs död hedrades sångerskan av Billboard som beskrev låten på följande vis; "Aaliyahs samarbete med den kommande storproducenten Timbaland, nådde nya höjder år 1998 vid skapandet av "Are You That Somebody?", den ledande singeln från The Dr. Doolittle Soundtrack. Kombinationen av Timbalands serie korta, skarpa beats och Aaliyahs blygsamma, men ändå kraftfulla stämma skulle komma att öppna upp nya dörrar för arbetsparet."

## Kommersiell prestation
Singeln skickades till amerikanska radiostationer den 29 september 1998. Mitt i singelns vistelse på USA:s singellistor ändrade Billboard sin policy för att nu tillåta radiospelningar påverka en singels positioner på topplistorna. Detta gjorde att låten klättrade till en 4:e plats på Billboard Hot 100 Airplay och till en 1:a plats på Hot R&B/Hip-Hop Airplay. Singeln fortsatte att prestera bra på listorna vilket också ledde till en 21:a plats på Billboard Hot 100 samt en 1:a plats på USA:s R&B-lista. Singeln hade stor betydelse för sångerskans karriär eftersom den lockade en mängd nya fans samtidigt som den påminde Aaliyahs gamla fans om hennes artisteri. Låten blev, vid tidpunkten, Aaliyahs största hit.
Internationellt hade singeln också stora framgångar. I Nya Zeeland hoppade låten från en 43:e plats till en förstaplats på landets officiella topplista. Detta gjorde låten till den "högsta klättraren" det året i landet. I Nederländerna tog sig låten till förstaplatsen och stannade på listan i över tjugotvå veckor och blev därmed sångerskans största hit i landet. Singeln hade också stora framgångar i Belgien; där den tog sig till en 42:a plats. "Are You That Somebody?" blev också en topp-tjugo hit i Storbritannien och en topp-tio hit i Kanada.
Följande år (1999) ådrog sig Aaliyah en mängd prisnomineringar på grund av sin låt. Däribland en Grammy Award-nominering med utmärkelsen ”Best Female R&B Vocal Performance”. Vid 1999s MTV Music Awards nominerades låtens musikvideo i kategorierna "Best Female Video" och "Best Video From a Film" men Aaliyah förlorade utmärkelserna gentemot Lauryn Hill och Madonna. 

## Format och innehållsförteckning
| - Europeisk CD-singel 1. "Are You That Somebody?" (Album Version) - 4:27 2. "Are You That Somebody?" (a cappella) - 4:27 - Brittisk "12 vinyl 1. "Are You That Somebody?" (Album Version) - 4:27 2. "Are You That Somebody?" (Instrumental) - 4:26 3. "Are You That Somebody?" (a cappella) - 4:29 | - Amerikansk CD-singel 1. "Are You That Somebody" (Album Version) - 4:29 2. "Are You That Somebody" (Instrumental) - 4:26 - Amerikansk "12 Promosingel 1. "Are You That Somebody?" (Album Version) - 4:27 2. "Are You That Somebody?" (Instrumental) - 4:26 3. "Are You That Somebody?" (a cappella) - 4:27 |

## Listor
| Lista (1998)                                  | Topp position |
| --------------------------------------------- | ------------- |
| Belgiens singellista (Flanders)               | 42            |
| Belgiens singellista (Wallonia)               | 40            |
| Kanadas singellista                           | 6             |
| Hollands singellista                          | 1             |
| Tysklands singellista                         | 31            |
| New Zeelands RIANZ                            | 1             |
| Schweiz singellista                           | 41            |
| Storbritanniens singellista                   | 11            |
| Amerikanska Billboard Hot 100                 | 21            |
| Amerikanska Billboard Hot R&B/Hip-Hop Songs   | 1             |
| Amerikanska Billboard Pop Songs               | 6             |
| Amerikanska Billboard Radio Songs             | 4             |
| Amerikanska Billboard Rhythmic Airplay Chart  | 1             |
| Amerikanska Billboard Hot R&B/Hip-Hop Airplay | 1             |